# 드레스덴 폭격
드레스덴 폭격(영어: bombing of Dresden, 독일어: Luftangriffe auf Dresden)은 제2차 세계 대전의 유럽 전선에서 마지막 몇 달 간 미국과 영국이 독일 작센주의 주도인 드레스덴 시를 대규모 폭격한 사건이다. 1945년 2월 13일에서 15일까지 네 번의 공습에서 영국 공군 (RAF) 소속 중폭격기 722대와 미국 육군 항공대 (USAAF) 소속 중폭격기 527대가 드레스덴 시에 3,900톤 이상의 고폭탄 및 소이탄을 투하했다. 폭격과 그로 인해 발생한 화염폭풍으로 드레스덴 도심의 40 km2가 파괴되었으며, 22,700명에서 25,000명 이 사망한 것으로 추정된다. 미국 육군 항공대의 공습은 이후로도 세 번 더 이어졌다. 각각 3월 2일과 4월 17일에 있던 두 번의 공습은 철도 조차장을, 4월 17일에 있던 적은 규모의 공습은 산업 지역을 표적으로 삼았다.
공격이 벌어진 직후의 반응과 종전 후 공격이 정당했는지에 관한 논의는 드레스덴 폭격이 전쟁에 관한 도덕적 '유명 소송'의 일례가 되기에 이르렀다. 1953년 미국 공군 보고서는 이 작전을 독일의 전쟁 총력을 지원하는 110개의 공장과 50,000여명의 노동자를 수용하는, 독일의 군사 및 산업시설 표적 (주요 철도 교통시설 및 통신센터로 주장)에 대한 정당한 폭격이라고 옹호했다. 일부 연구자들은 다리를 폭격한 점과 같이 통신 기반시설 전부를 표적으로 삼은 것은 아니며, 도심 외부의 대규모 산업 구역을 삼은 것도 역시 아니라고 주장했다. 폭격을 비판하는 측에서는 '엘베강의 피렌체 (Elbflorenz)'라고도 언급되던 드레스덴은 군사적으로 중요성이 크지 않거나 전혀 없는 문화명소였으며, 드레스덴 폭격은 무분별한 지역폭격이고 전과에 상응하는 비례가 아니라고 주장한다.
주장되는 바에 따른 사망자수의 큰 차이는 논란을 더욱 부채질했다. 1945년 3월 나치 정권은 드레스덴 공습의 사상자 수를 200,000명으로 조작하여 언론에 발행하도록 명령했고, 추정된 통계에 따라 사망자수가 500,000명까지 늘기도 한다. 당시 시 당국은 희생자를 25,000명에 불과한 것으로 추정했는데, 2010년 시의회가 의뢰한 조사를 비롯한 여러 차후조사가 이를 지지한다.

## 배경

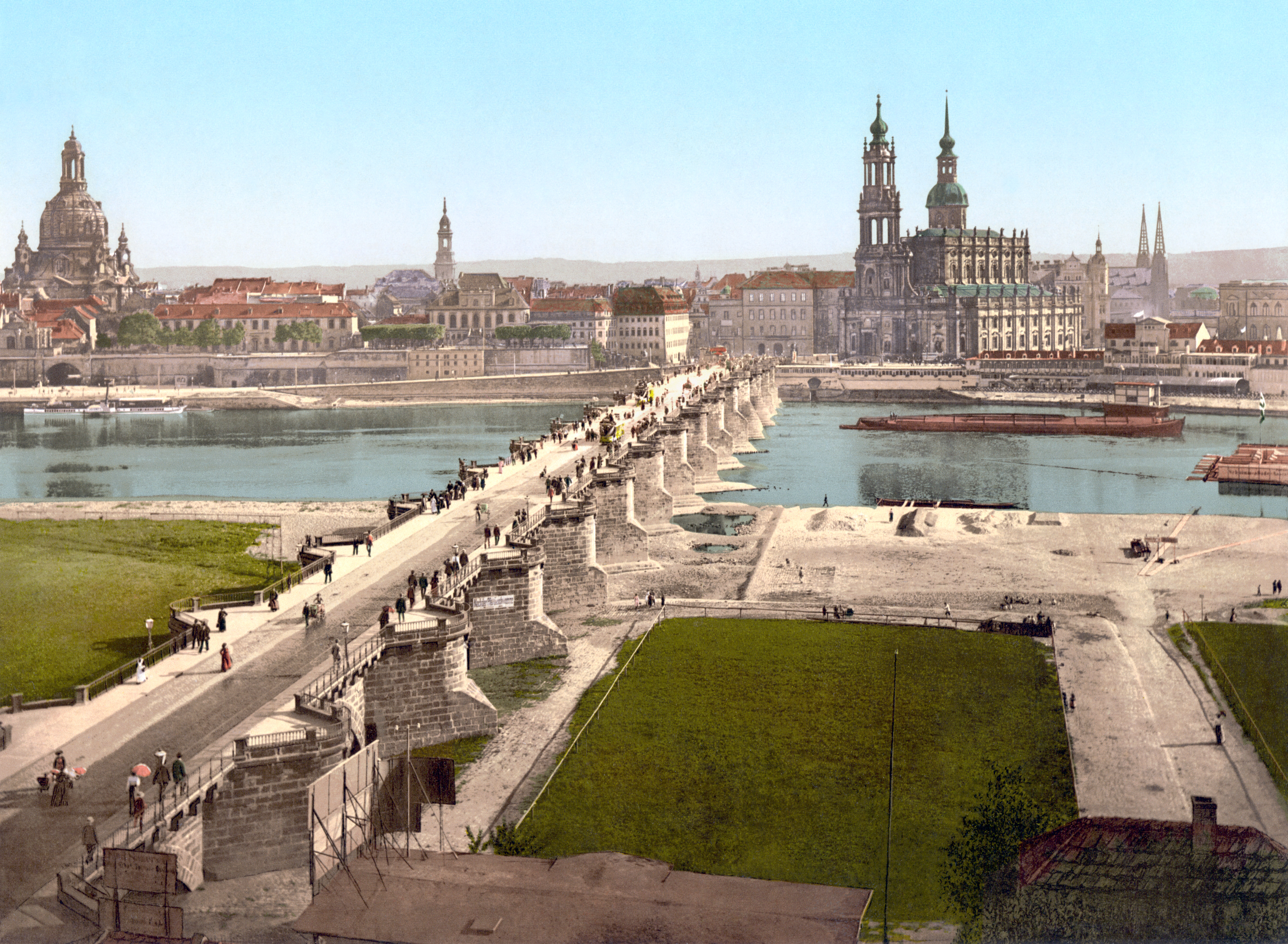
1890년대의 드레스덴의 모습을 찍은 사진. 드레스덴의 대표적인 명소인 드레스덴 성당, 아우구스투스 다리, 그리고 가톨릭 궁정 교회가 보인다.

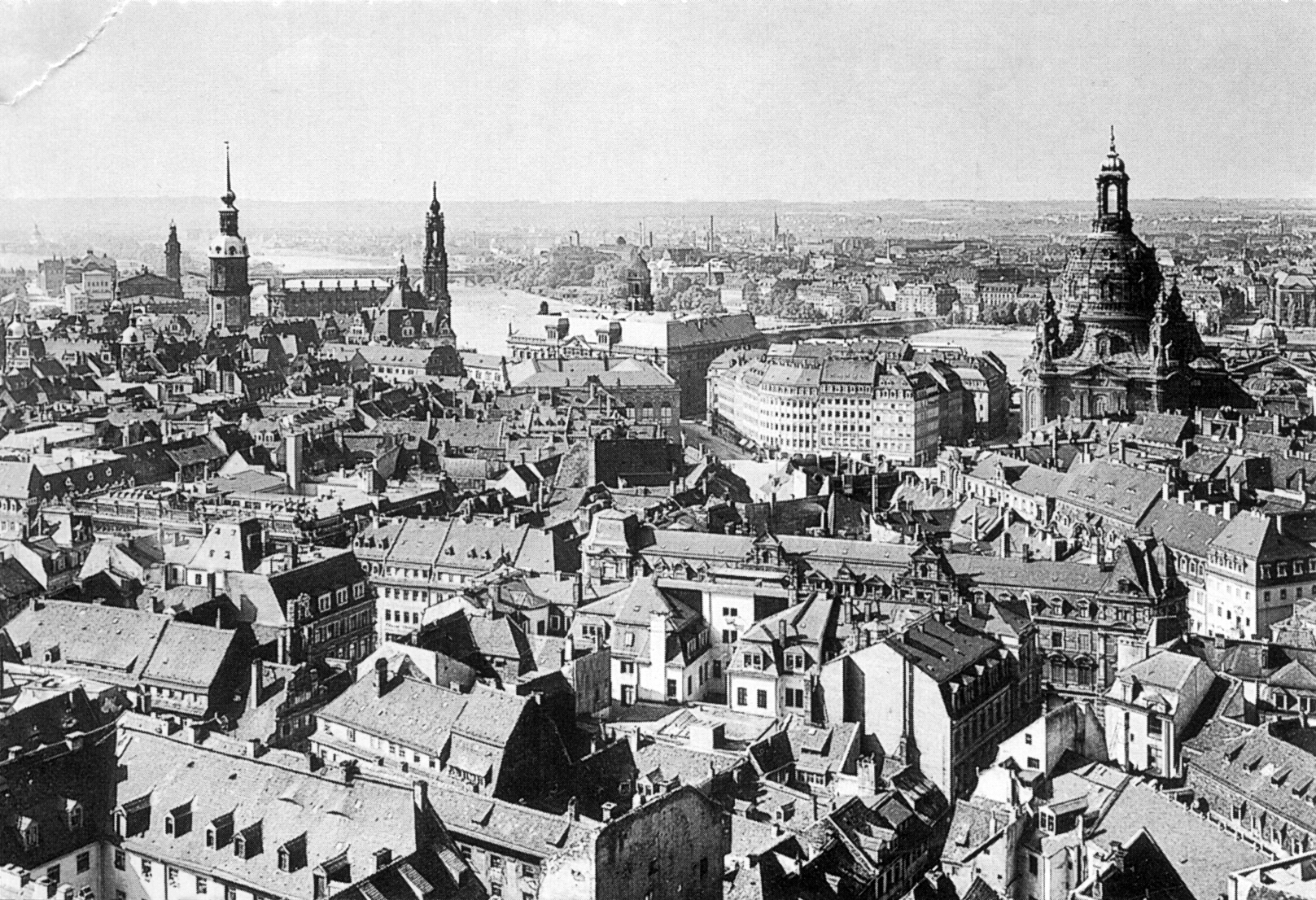
1910년 마을회관에서 바라본 알츠타트 (Altstadt)의 전경

새해 첫날 루프트바페 소속 주간전투기 부대의 전투비행단 11단이 전투에 나선 루프트바페의 처참한 작전을 비롯해 독일 측의 공세가 힘을 잃고, 붉은 군대가 전쟁 전 독일 영토 내로 실레지아 공세를 개시하고 난 뒤인 1945년 초, 독일군은 모든 전선에서 퇴각하고 있었지만 아직까지는 굳건히 견뎌내고 있었다. 1945년 2월 8일 붉은 군대는 베를린에서 불과 70km밖에 떨어지지 않은 오데르강을 건넜다. 서방 연합국들은 동부와 서부 전선이 점점 좁혀져가면서, 전략폭격기 대대를 이용하여 소련 측을 지원할 수 있는 방안을 고려하기 시작했다. 이 계획은 독일군 병력과 난민에게 혼란을 일으키고 서부 쪽 독일군의 병력 증강을 방해하기 위해서 소련 측의 전진과 함께 베를린과 그 외의 여러 동부 도시들을 폭격한다는 것이었다.
윈스턴 처칠만 읽도록 준비된 영국 특수 공동 정보 소위원회의 보고서 〈독일 전략 및 저항능력〉(German Strategy and Capacity to Resist)은 소련 측이 독일 동부 방어전선에서 독일군을 괴멸시킬 경우, 이르면 4월 중순에 독일이 무너질 수도 있다고 예측했다. 그 대신 소련이 실레지아를 점령하는 것을 막아낼 경우 독일이 11월까지 저항할 것이라고 보고서는 경고했다. 이런 이유로 동부 전선에 있는 소련에게 어떤 것이든 지원을 제공해야 전쟁을 빨리 끝낼 수 있었다. 폭격이 이뤄지는 당시 소련 측은 저실레지아 공세를 진행하고 있었다.
베를린과 다른 동부 도시들에 대한 극도의 대규모 공중폭격 관련 계획들은 1944년 중반에 천둥소리 작전이란 암호명을 달고 논의된 적이 있었지만 그해 8월 16일 무기한 연기되었다. 그때 이들 계획이 재검토되었고 좀 더 한정된 작전을 세운다는 결정이 내려졌다. 1월 22일 RAF의 폭격기작전국장 시드니 버프턴 공군 준장은 공군참모부장인 노먼 보텀리 경 공군 준장에게 메모를 보내, 독일군의 사기에 불리한 영향을 줄 소련의 현 공세를 지원하기 위해서 RAF가 동격 공습을 벌이는 것이 어떻겠냐고 제안했다. 공동 정보 위원회는 1월 25일, 서부에 배치된 독일군 열두 사단이 동부 전선을 보강하기 위해 이동하고 있으며, 이러한 부대 이동을 차단하는 것이 우선순위가 되어야 한다는 울트라를 통해 알아낸 첩보와 병행하면서 이 방안에 지지를 표했다. 공군 사령관이자 폭격 사령관인 아서 해리스 (영국 언론에서는 '폭격기' 해리스란 별명이 붙었으며, 지역폭격의 열렬한 지지자로 잘 알려짐)는 견해를 구하고 켐니츠, 라이프치히, 드레스덴에 동시 공격을 하자고 제안했다. 그날 저녁 처칠은 아처볼드 싱클레어 공군장관에게, 이러한 제안들을 실행하기 위해 어떤 계획들이 세워졌는지 물었다. 싱클레어는 처칠의 요청을 찰스 포털 경 공군참모총장에게 전달했고, 포털은 "우리는 베를린에 한차례 대규모 공격과 드레스덴, 라이프치히, 쳄니츠, 아니면 그 외 다른 도시들의 여러 공격에 할 수 있는 노력을 다해야 합니다. 이들 도시에서 극심한 공세는 동부에서 퇴각하는 데 혼란을 불러올 뿐만 아니라 서부에서의 병력 이동도 방해하게 될 것입니다."라고 답했다. 하지만 그는 이러한 공습에 전투기를 전용하는 것이 석유 생산시설, 제트기 공장, 잠수함 조함장을 파괴한다는 현 우선과제에서 벗어나서는 안 된다고 거론했다.
처칠은 이런 응답에 만족하지 않았고, 1월 26일 싱클레어에게 작전 계획을 강조했다. "난 [어젯밤] 베를린인지 여부를 물어봤고, 독일 동부의 다른 큰 도시인지 의심할 여지도 없으며, 지금은 특별히 매력적인 목표를 생각해선 안 된다.... 무엇을 할 계획인지 내일 내게 보고하도록."
처칠의 질의에 응한 싱클레어는 달빛과 날씨가 허락하는 한 빨리 베를린, 드레스덴, 라이프치히, 켐니츠에 공격을 시작하자고 해리스에게 요청한 바 있었던 보텀리에게 "러시아 측의 성공적인 진격이 이뤄질 동안 위에서 언급된 도시들에서 벌어졌을 수도 있는 혼란스런 환경을 이용한다는 바로 그 목적으로" 말을 걸었다. 이런 움직임 덕에 싱클레어는 처칠에게 직사 지침에 따른 다른 표적에 대한 "최우선 요구 대상"인 1월 27일자 공군 함모 협정을 알리게 되었다. 이 협정은 동부에서의 민간인 피난과 이뤄질 수도 있는 서부에서의 부대 이동을 방해하기 위해서 이들 도시 내 통신수단을 타격한다는 내용이었다.
1월 31일, 보텀리 준장은 포털에게 서신을 보내, 드레스덴과 타 도시에 큰 공격을 하면 "동부전선에서는 민간인 피난에 큰 혼란을, 다른 전선에서는 병력 증강 움직임에 방해를 끼치게 될 것"이라고 말했다. 영국의 역사학자 프레드릭 테일러는 2월 1일에 더글라스 에빌 경이 참모부 장관들에게 메모를 하나 더 보냈으며, 도심 폭격 결정에서 중요하고 핵심적이기까지 한 요소는 민간인의 대규모 이동을 방해하는 것이라 했다고 언급했다. 주요 철도 접속역들과 전화망, 시 행정기관, 공공시설이 소재한 이들 도시를 공격하면 대혼란을 불러 일으킬 것이었다. 영국은 이러한 사실을 군수공장 공격보다 이런 필수 기반시설 소실이 더 오랜 영향을 끼쳤던 코번트리 대공습을 겪은 뒤 알게 되었다.
2월 4일 얄타 회담이 진행되던 중 소련 참모차장인 알렉세이 안토노프 장군은 베를린과 라이프치히 간 연결을 공중 폭격으로 무력화시켜 서부전선의 독일군 병력 증강을 방해하는 방안을 문제로 제기했다. 얄타에 있던 포털은 그에 대한 응답으로 소련과 논의할 목표 대상 목록을 자신에게 보내달라고 보텀리에게 요청했다. 보텀리의 목록에는 석유 공장, 탱크 및 항공기 공장, 베를린과 드레스덴 시가 포함됐다. 한 영국 통역가는 나중에 안토노프와 이오시프 스탈린이 드레스덴 폭격을 요청했다고 주장했으나, 회담 공식 기록에 이러한 요청을 했다는 언급은 없으며 이 주장은 냉전 시기 프로파간다일 수도 있다.

### 군사 및 산업 프로필

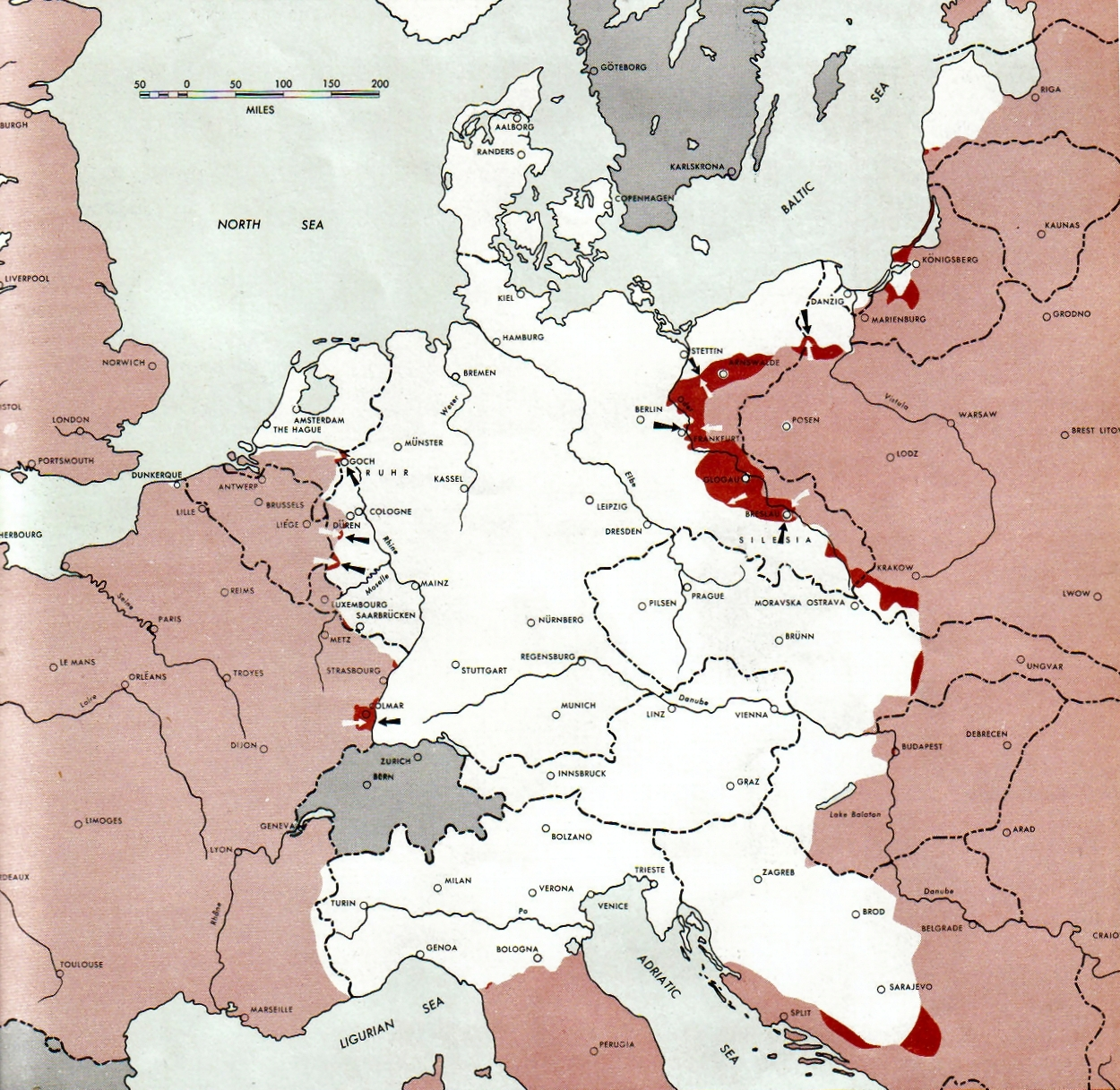
드레스덴 폭격 당시 유럽 전선의 상황. 흰색은 독일이 점령한 지역, 장미색은 연합국이 점령한 지역, 선명한 적색은 전선 내에서 연합국이 전진한 지역이다

드레스덴은 독일에서 일곱 번째로 가장 큰 도시였으며, 당시 RAF에 따르면 폭격받지 않고 남아있는 시가지가 가장 넓은 도시였다. 테일러는 드레스덴에 관한 1942년도 공식 안내서가 시를 "제국의 일류 산업 소재지 중 한 곳"으로 묘사했고, 1944년에는 독일군 최고사령부 무기국이 군수품을 공급하는 중대형 공장 및 작업장 127곳을 일람했다고 썼다.. 단 독일의 전쟁 지원에 기여한 정도는 계획자들이 생각했던 것만큼 중요치 않았을 수도 있다는 의견도 있다.
미 공군 역사국은 폭격에 대한 국제사회의 우려에 대응하여 보고서를 작성했는데, 1978년 12월까지 기밀로 분류된 이 보고서는 공습 당시 시내에는 독일의 전쟁 물자를 지원하는 공장 110곳과 5만여 명의 노동자가 있었다고 적고 있다. 보고서에 따르면 드레스덴에는 항공부품 공장들과 독가스 공장 (헤미셰 파브리크 고이에 컴퍼니), 방공 야포 공장 (레흐만), 광학품 공장 (자이스 이콘 주식회사)과 더불어 전기 X선 장치 (코흐 운트 스테르첼 주식회사), 기어와 차동장치 (작소니스베르케 공장), 전기 궤도 (게브뤼더 바슬러 공장)를 생산하는 공장이 있었다. 그 밖에도 병영과 임시 막사, 군수품 저장 보급소 한 곳이 있었다고 전하고 있다.

## 폭격

### 지상

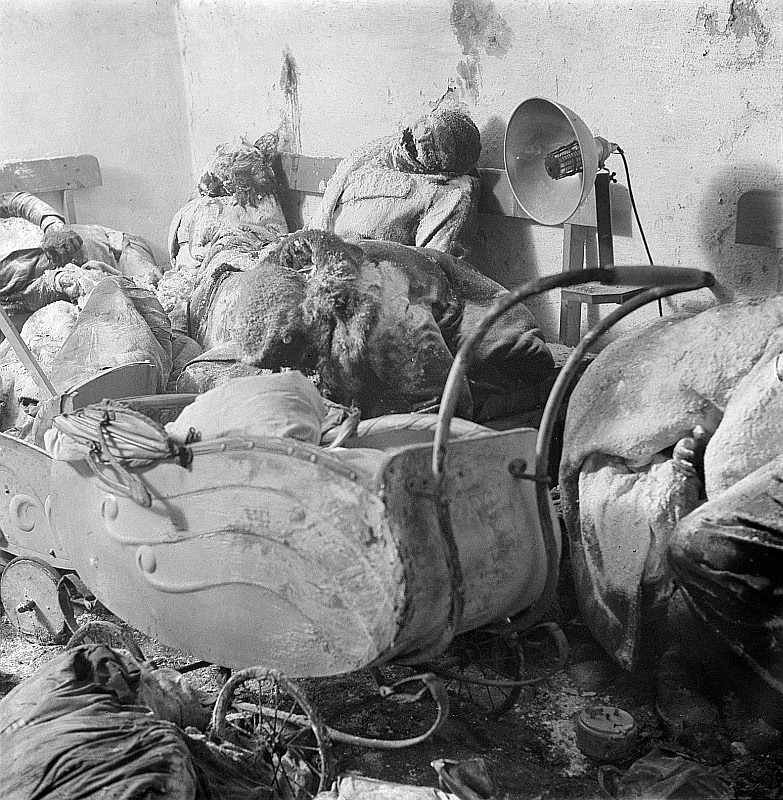
유모차에 있는 아기들을 돌보다 같이 타죽은 엄마

| “ | 이걸 어떻게 말로 다 전할 수 있을까요. 폭발 또 폭발. 제일 지독했던 악몽보다 더 무서웠고, 믿겨지지가 않았습니다. 수많은 사람들이 끔찍하게 불에 타고 다쳤습니다. 호흡하기도 점점 힘들어졌어요. 주변은 캄캄하고 우리 모두는 상상조차 못할 두려움에 사로잡혀 지하창고를 빠져나가려고 애를 썼지요. 벌써 죽었거나 죽어가는 사람들은 짓밟혔고, 짐은 버리거나 구조대원들이 넘겨받았습니다. 어머니가 저희 형제를 바구니에 담아 젖은 옷가지를 덮은 채 손에 쥐었고, 뒷사람들에게 밀려 위층으로 올라갔어요. 우리는 불타는 거리와 떨어지는 잔해, 끔찍한 화염폭풍을 지켜봤습니다. 엄마가 물통에서 찾아낸 젖은 담요와 코트로 우리를 감쌌죠. 우리는 끔찍한 것들을 보았습니다. 조그만 아이 크기만큼 타버린 어른 시체, 팔다리 조각들, 죽은 시신들, 불에 타죽은 일가족, 몸에 불이 붙은 채 저편으로 달려가고 있는 사람들, 사륜마차가 피난가는 사람들 시체로 가득차서 불에 타 있고, 죽은 구조대원과 병사들, 자기 가족과 자식들을 부르고 찾는 수많은 사람들, 어딜 가도 보이는 불, 또 타오르는 불 하며, 불타는 집에서 탈출해 나왔다가 되돌아가려는 사람에게 화염 폭풍의 뜨거운 바람이 불어닥치는 그 모든 순간. 나는 이런 끔찍하고 세세한 광경을 잊을 수 없습니다. 절대로 잊을 수가 없어요. | ” |
|   | — 생존자 중 한명인 로타 메츠거의 증언 |   |

드레스덴의 사이렌은 오후 9시 51분 (CET)에 울리기 시작했다. 프레드릭 테일러는 '독일 주민들은 동쪽 하늘 어딘가에서부터 폭격기들로 이루어진 커다란 무리, 또는 "아인 디커 훈트" (뚱뚱한 개) 라고 그들은 불렀다 — 가 자신들을 향해 점점 다가왔다는 것을 볼 수 있었다' 고 저술했다. 9시 39분, 독일 항공방위대의 지도부는 그 상황에서 라이프치히가 표적이 될 수도 있다고 보고, 드레스덴에 침입한 적의 항공기에게 경고했다. 9시 59분, 지방 항공공습방위대의 지도부는 폭격기들이 드레스덴-피르나 지방을 폭격할 것이라고 예상했다. 테일러는 도시 전체가 무방비 상태였다고 저술한다; 밤중의 전투기들이 클로츠쉐 활주로에 있던 열 대의 매셔슈미트들을 으깨지도록 만들었다. 하지만 그들은 적들이 공격 태세를 준비할 시간을 반시간이나 벌게 해주었다. 10시 3분, 지방 항공공습방위대의 지도부는 처음으로 완전한 경고 방송을 내보냈다: "경고! 경고! 경고! 적의 폭격기들 중 선두 전투기가 지금 도시 외곽으로 접근하고 있음."
재의 수요일인 2월 14일의 이른 아침, 도심부와 알슈타트를 포함한 지역이 1500 °C가 넘는 온도의 화재 폭풍에 휩싸이게 되었다.

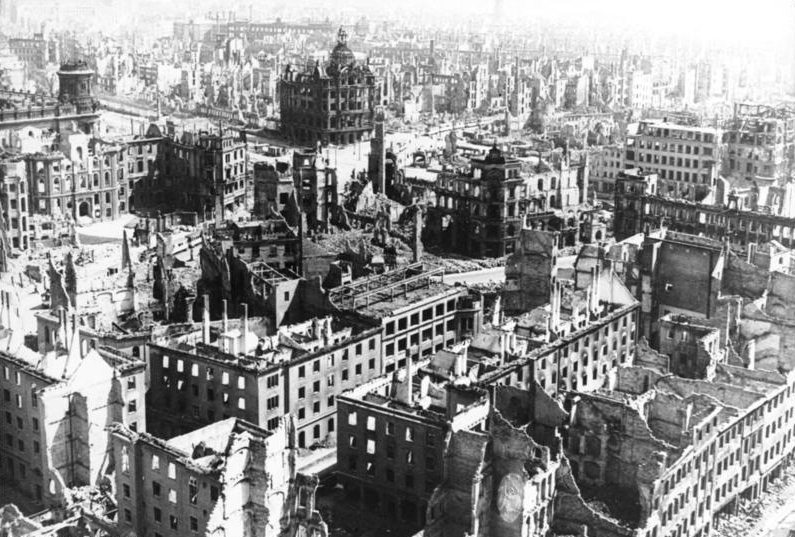
전체 도시 건물의 90퍼센트가 파괴되었다.

| “ | 갑자기 왼쪽에서 한 여자를 봤다. 지금도 아른거리는데, 앞으로도 잊을 리 만무하다. 여자는 뭔가를 팔에 안고 있었다. 아기였다. 여자는 달리다가 넘어졌고, 그 아기는 포물선을 그리며 그대로 불구덩이로 날라갔다. 이윽고 오른쪽에서 또 사람들을 봤다. 그들은 비명을 지르고 손을 흔들어댔다. 그 다음 — 순 공포과 경악을 느끼며 — 하나둘씩 픽픽 쓰러지는 것을 보고야 말았다 (지금 보니 그 불쌍한 사람들이 산소 부족의 희생자라는 걸 깨달았다). 그들은 실신했고 곧 불에 휩싸여 재로 변하고 말았다. 미칠 것 같은 공포에 사로잡힐 때면 "불에 타죽기 싫어"라는 짧은 말을 계속 되뇌여본다. 얼마나 많은 사람이 스러져갔는지는 모르지만, 이것만큼은 알고 있다. 난 결코 타죽지 않았다는 것을. | ” |
|   | — 생존자 마르그렛 프라이어의 증언 |   |

많은 사람들이 피신할 대피소를 찾았지만, 드레스덴의 방공호들은 수가 아주 적었다. 가장 넓은 드레스덴 역의 방공호는 6,000명만 수용할 수 있었다. 당시의 공습 예비대책 중 하나는 일렬로 늘어선 건물들 아래 지하실의 두꺼운 벽을 제거하고, 얇은 칸막이로 벽을 대신해 비상시에 부순 뒤 들어가 있도록 하는 것이었다. 이 아이디어는 건물이 붕괴되어 무너지면서 연기가 가득 찰 때, 인접한 건물로 대피해서 벽을 부순 뒤에 지하실을 대피실로 만들게 하려는 것이었다. 그러나 실제로는 도시 전체가 불타고 있을 때 사람들은 불타는 건물 지하실에서 쉽게 다른 곳으로 대피할 수 있었지만, 이 결과로 한 방에 사람들이 몰리게 되었는데 실제로 도시 거리 끝에 있는 한 집의 지하실에서는 천 명의 시체가 발견되기도 했다.

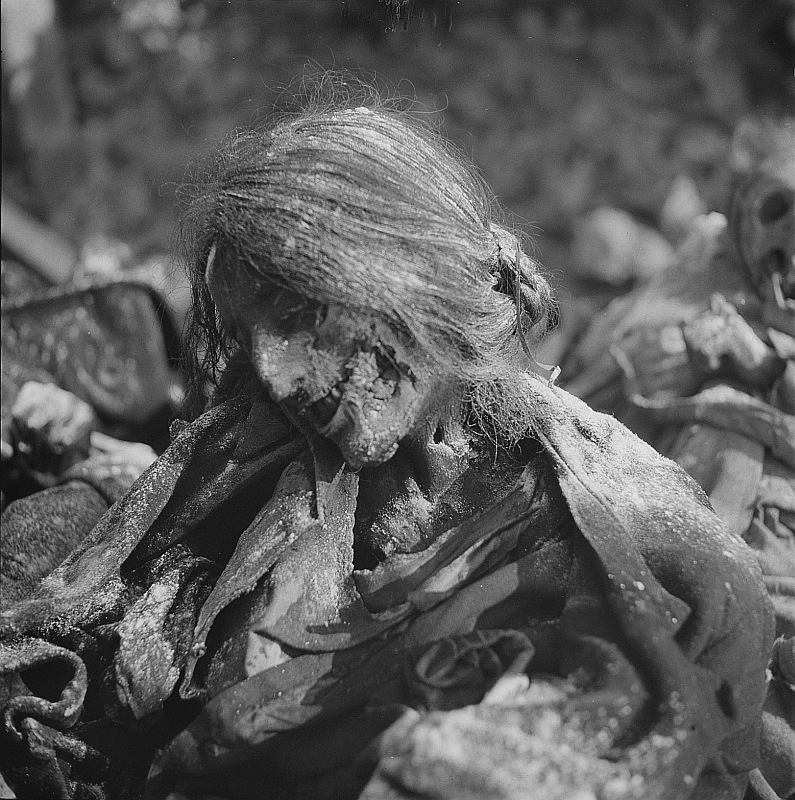
방공호에서 발견된 새까맣게 타버린 여자의 시체

드레스덴 경찰은 곧바로 이번 공격으로 구시가지와 동쪽 지역에 화재가 발생해 거의 12,000채나 되는 집들이 파괴되었다고 통계를 만들어 발표했다. 리포트에는 이번 공습으로 24개의 은행, 26개의 보호 건물, 31개의 상점과 소매상점, 640개의 상점, 64개의 창고, 2개의 시장, 31개의 대형 호텔, 26개의 술집, 63개의 행정기관, 3개의 극장, 18개의 영화관, 11개의 교회, 6개의 예배당; 5개의 기타 문화재, 19개의 병원, 기타 병원, 그리고 개인 병원, 39개의 학교, 5개의 영사관, 동물원, 상수도, 철도, 19개의 우편 시설, 4개의 트램 시설, 그리고 19개의 선박과 유람선이 파괴되었다고 서술되어 있다. 켐핀스키 호텔에 위치한 독일 국방군의 중요 지시 우편소, 19개의 군병원과 그 아래의 군 시설들도 모두 파괴되었다. 200여개에 달하는 공장이 피해를 입었는데 그 중 136개는 완전히 파괴되었고 (차이스 회사의 정밀 광학기관 공장 포함), 28개는 중간 정도 피해를 입었으며, 35개는 약간 피해를 입었다.
영국 공군은 전체 중 23퍼센트의 산업 시설, 그리고 56퍼센트의 비산업 시설 (주거 시설은 포함하지 않음)이 파괴되었다고 평가했다. 그리고 78,000채의 집들이 완전히 파괴되었다; 27,700채는 사람이 살 수 없을 정도로 파괴되었고, 64,500채는 재건될 정도의 피해를 입었다. 종전 후 나치 독일의 군수장관이었던 알베르트 슈페어는 폭격 이후 드레스덴의 산업 재건이 아주 빨랐다고 의문을 표시하며 지적하기도 했다.

#### 사상자

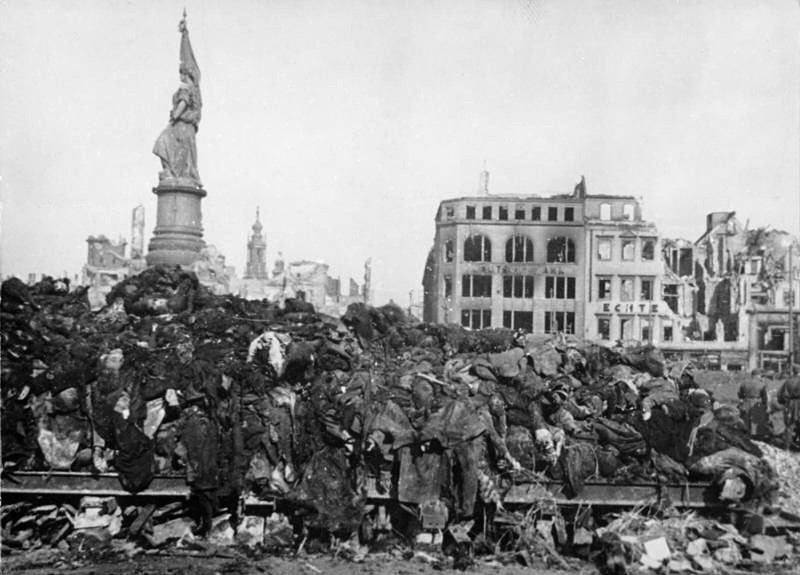
화장하기 전의 시체들을 찍은 사진

독일의 공식 보고서인 Tagesbefehl (지시의 날) no. 47 ("TB47")에 따르면, 3월 22일에 다시 집계된 사망자 수는 알트마르크트에서 소각된 6,865명을 포함하여 총 20,204명이며, 전체 사망자 수는 약 25,000명이라고 예상했다. 다른 보고서에는 4월 3일 집계된 시체 수는 22,096명이었다고 전해진다. 시립 공동묘지에서는 21,271명의 희생자가 공습으로 시립묘지에 묻혔다고 기록되어 있으며, 그 중 17,295구은 헤이데프리에드호프 공동묘지에 묻혔다고 한다 (집계는 알트마르크에서 화장한 재도 포함). 죽은 사람들에 의한 노동력 부족으로 매장과 화장을 할 인력의 부족으로 인해, 시체들은 한꺼번에 화염방사기로 화장되기도 했다. 또한 이 집계는 다른 지역에서 매장된 희생자들도 포함해야 하기 때문에 이 수는 분명치 않다. 게다가 1966년에는 재건을 위한 공사 도중에 1,858구의 희생자가 한꺼번에 발견되기도 했다. 더 이상 시체가 발견되지 않을 것 같음에도 불구하고 1989년에는 새로운 빌딩을 건설하기 위해 기초 공사를 하던 중 또다시 폭격으로 희생된 시체가 발견되기도 했다. 뒤늦게 발견된 10,000구의 시체를 포함해서 당국의 권한에 의해 제외됐던 희생자의 수를 합하면 모두 35,000명 정도 된다.

## 반응

### 나치독일
로베르트 라이나 요제프 괴벨스는 드레스덴 폭격으로 민간인 피해가 극심함에 따라 연합군이 제네바 협약을 위반했다고 생각했다. 이에 나치 독일은 폭격의 실상을 선전에 이용했다. 괴벨스는 폭격 소식을 들은 후 20분 간 격노하며 울음을 터뜨렸고, 이어 헤르만 괴링을 맹비난했다.
1945년 2월 16일 선전부는 드레스덴은 문화의 도시이며, 군수 산업 시설이 없다는 보도 자료를 발표했다.

## 같이 보기
- 드레스덴 포위 (1760년) - 일부 역사서에서 '드레스덴 폭격 (또는 포격)'은 1760년 7월에 프로이센군이 벌인 초반 포위전을 뜻하기도 한다. 수많은 건물이 파괴되었지만 사망한 시민은 49명에 불과했다.
- 런던 대공습 (The Blitz) - 제 2차 세계 대전 당시 독일 공군이 영국 내 여러 도시에 벌였던 공습. 이 공습으로 최소 4만여 명이 사망했으며, 한번에 57일 연속으로 밤마다 런던 전역에 벌였던 공습도 이에 포함된다.
- 제5도살장 - 저자인 커트 보니것이 폭격때 드레스덴에 미군 포로로 잡혀있었으며, 이로 인해 이 소설의 중심 배경이 된다.

### 원문
1. ↑  원문:"We should use available effort in one big attack on Berlin and attacks on Dresden, Leipzig, and Chemnitz, or any other cities where a severe blitz will not only cause confusion in the evacuation from the East, but will also hamper the movement of troops from the West."

### 참조주
1. ↑  
  - 폭격기의 수와 투하된 폭탄의 톤단위 양은 1953년에 작성되어 1978년(Angell 1953)에 기밀 해제된 미국 공군 문서를 참조.
  - Taylor (2005)가 쓴 저서의 속지에서는 각각 중폭격기 1,100대에 4,500톤으로 수를 매겼다.
  - Webster and Frankland (1961)는 1945년 2월 13일자 폭격부대기를 805대, 1945년 1월 16일 ~ 4월 17일자 미국 폭격기를 1,646대로 보았다. (Webster and Frankland 1961, pp. 198, 108–109).
  - Burleigh, Michael. "Mission accomplished", The Guardian, 2004년 2월 7일자.
2. ↑  Harris 1945.
3. ↑  Shortnews staff (2010년 4월 14일), 《Alliierte Bombenangriffe auf Dresden 1945: Zahl der Todesopfer korrigiert》 (독일어), 2014년 2월 21일에 원본 문서에서 보존된 문서, 2017년 5월 14일에 확인함
4. ↑  Müller, Rolf-Dieter; Schönherr, Nicole; Widera, Thomas, 편집. (2010), 《Die Zerstörung Dresdens: 13. bis 15. Februar 1945. Gutachten und Ergebnisse der Dresdner Historikerkommission zur Ermittlung der Opferzahlen.》 (독일어), V&R Unipress, 48쪽, ISBN 3899717732
5. ↑  Selden 2004, 30쪽: 로널드 셰퍼 (Ronald Schaffer) 인용. 원문: (드레스덴 폭격의) 사상자 수는 이제 다른 몇몇 추축국 도시들에서 벌어진 소이탄 폭격의 사상자보다 낮은 것으로 여겨진다. 1945년 3월 9일 ~ 10일 도쿄에서 10만 명 가까이 사망한 것과 1943년 7월 함부르크에서 5만 명 가까이 사망한 것을 참조하라. (The casualty figures are now considered to be lower than those from the firebombing of some other Axis cities; see Tokyo 9–10 March 1945, approximately 100,000 dead, and Hamburg July 1943, approximately 50,000 dead) (Grayling 2006, 20쪽)
6. 1 2  Angell 1953.
7. ↑  McKee 1983, 62쪽.
8. ↑  Addison & Crang 2006, Chapter 9 p. 194.
9. ↑  McKee 1983, 61–94쪽.
10. ↑  Bergander 1998, 217쪽.
11. ↑  Neutzner 2010, 70쪽.
12. ↑  Taylor 2005, 262쪽.
13. ↑  Davis 2006, 491쪽.
14. ↑  Taylor 2005, 207쪽.
15. 1 2 3 4  Longmate 1983, 332쪽.
16. ↑  Addison & Crang 2006, 21쪽.
17. ↑  Taylor 2005, 209쪽.
18. ↑  “Sir Arthur 'Bomber' Harris (1892–1984)”. 《Historic Figures》 (BBC). 2008년 1월 16일에 원본 문서에서 보존된 문서. 2009년 2월에 확인함.
19. ↑  Taylor 2005, 209–211쪽.
20. 1 2  Taylor 2005, 212쪽.
21. ↑  Longmate 1983, 332, 333쪽.
22. ↑  Taylor 2005, 212–3쪽.
23. ↑  Addison & Crang 2006, Chapter by Sebastian Cox "The Dresden Raids: Why and How", p. 26.
24. ↑  Taylor 2005, 215쪽.
25. ↑  Taylor 2005, 217–220쪽.
26. ↑  Addison & Crang 2006, 27, 28쪽.
27. ↑  Addison & Crang 2006, Chapter by Sebastian Cox (2006) "The Dresden Raids: Why and How", p. 28.
28. ↑  Ross 2003, 180쪽.
29. ↑  Taylor 2005, 169쪽.
30. ↑  Addison & Crang 2006, Chapter by Sonke Neitzel "The City Under Attack" p. 76.
31. ↑  Ross 2003, 184쪽.
32. ↑  Angell 1953: Cites "Dresden, Germany, City Area, Economic Reports", Vol. No. 2, Headquarters U.S. Strategic Bombing Survey, 10 July 1945; and "OSS" London, No. B-1799/4, 3 March 1945.
33. ↑  Angell 1953: Cites "Interpretation Report No. K. 4171, Dresden, 22 March 1945", Supporting Document No. 3.
34. ↑  "Timewitnesses", moderated by Tom Halloway, The Fire-bombing of Dresden: An Eyewitness Account Account of Lothar Metzer, recorded May 1999 in Berlin.
35. ↑  Taylor, Frederick (2005). pp 4
36. ↑  Taylor, Bloomsbury 2005, pp. 278,279.
37. ↑  Taylor, Bloomsbury 2005, p. 280.
38. ↑  박용 (2008년 2월 13일). “1945년 영국공군, 독일 드레스덴 공습”. 동아일보. 2016년 3월 4일에 원본 문서에서 보존된 문서. 2012년 6월 2일에 확인함.
39. ↑  Margaret Freyer, survivor, cited in Cary, John. "The Bombing of Dresden," in Eyewitness To History. New York: Avon Books, 1987, pp. 608–11. Also see "Bombing of Dresden" 보관됨 2011-06-05 - 웨이백 머신, Spartacus Educational,  retrieved 8 January 2008.
40. ↑  Taylor, HarperCollins, 2004, pp. 243-4.
41. ↑  De Bruhl (2006), p. 237.
42. 1 2  Taylor, Bloomsbury 2005, p. 408.
43. ↑  Taylor, Bloomsbury 2005, p. 409.
44. ↑  Robin Cross (1995) Fallen Eagle: The Last Days of the Third Reich. London, Michael O' Mara Books: 106
45. 1 2 3  Addison (2006), p.75
46. ↑  Taylor, Frederick (2005). pp 424
47. ↑  Evans, Richard J. The Bombing of Dresden in 1945 보관됨 2008-07-08 - 웨이백 머신, The real TB 47. 보관됨 2021-05-05 - 웨이백 머신
48. ↑  Vonnegut, Kurt (2008). 《Armageddon in Retrospect》. Penguin Group (USA) Inc. ISBN 978-0-399-15508-6.[쪽 번호 필요]
49. 1 2  Tylor, Bloomsbury, 2005, last page of Appendix B p.509
50. ↑  Evans, Richard J. The Bombing of Dresden in 1945: Falsification of statistics 보관됨 2008-07-08 - 웨이백 머신.

## 참고 자료
- Addison, Paul & Crang, Jeremy A. (eds.). Firestorm: The Bombing of Dresden. Pimlico, 2006. ISBN 1-84413-928-X
- Angell, Joseph W (1953). Historical Analysis of the 14–15 February 1945 Bombings of Dresden, USAF Historical Division Research Studies Institute, Air University, hq.af.mil
- Taylor, Frederick (2005). Dresden: Tuesday 13 February 1945. London: Bloomsbury, ISBN 0-7475-7084-1.